# Ferenc Málnássy
Ferenc Málnássy (Balassagyarmat, 26 agosto 1923 – Marcalgergelyi, 22 marzo 1945) è stato un militare e aviatore ungherese,  asso dell'aviazione da caccia nel corso della seconda guerra mondiale abbattendo individualmente 12 aerei nemici nel corso di 75 missioni.

## Biografia
Nacque a Balassagyarmat il 26 agosto 1923, figlio di un chirurgo del locale ospedale. Nella sua città natale frequentò la scuola elementare e poi si trasferì a Sopron dove terminò gli studi superiori. Arruolatosi nella Magyar Királyi Honvéd Légierő effettuò la sua formazione di volo di base presso la filiale di Győr del Horthy Miklós Nemzeti Repülő Alap nel 1941.
Il 20 agosto 1943 fu promosso tenente mentre prestava servizio a Kassa. Dopo la sua costituzione fu assegnato allo squadrone da caccia 2/2 di base a Cluj, arrivando sul fronte orientale con il suo reparto il 7 giugno 1944.
Ottenne la sua prima vittoria aerea il 9 ottobre 1944, abbattendo un caccia Lavochkin La-5 sui Carpazi. Le sue vittorie aeree sono aumentate rapidamente, nel mese di dicembre conseguì due vittorie aeree, e il 14 gennaio 1945 abbatté tre aerei, 2 Lavochkin La-5 e 1 bombardiere Douglas DB-7 Boston. Il 13 marzo 1945, dopo aver abbattuto un cacciabombardiere Ilyushin Il-2 Sturmovik, fu leggermente ferito al volto dal fuoco della propria antiaerea, dovendo effettuare un atterraggio di emergenza con il suo velivolo. La sua ultima vittoria aerea fu il 20 marzo 1945 a spese di un Ilyushin Il-2.
Il 22 marzo 1945, lui e 3 suoi colleghi piloti partirono da Kenyeri a bordo di Focke-Wulf Fw 58 Weihe da collegamento per recarsi a un Veszprém e da lì trasferire gli aerei ancora idonei al volo. Poco dopo il decollo l'Fw 58 venne attaccato dai alcuni caccia Lockheed P-38 Lightning americani sopra Marcalgergelyi e abbattuto in pochi secondi. La prima serie di proiettili sparati dai caccia statunitensi lo colpì alla testa, ed egli decedette sul colpo. L'alfiere Lajos Török effettuò quindi un atterraggio di emergenza con l'aereo che prese poi fuoco.  Degli altri tre piloti presenti sull'aereo, il tenente László Benárd ha riportato ferite così gravi che decedette in ospedale il 27 marzo. L'alfiere Lajos Török e il sergente István Kárpáti rimasero gravemente feriti, ma sopravvissero. Ferenc Málnássy fu sepolto a Kenyeri il 23 marzo 1945 e la salma si trova ancora sepolta lì oggi.

### Fonti
1. 1 2 3  Marcalgergelyi.
2. 1 2 3 4 5 6 7 8 9 10 11 12 13 14 15  Pumaszallas.
3. ↑  Punka 2002, p. 86.
4. ↑  Ciel de Gloire.
5. ↑  Punka 2002, p. 61.
6. ↑  Punka 2002, p. 11.